# Si-Nakharin-Talsperre
Die Si-Nakharin-Talsperre (Thai: เขื่อนศรีนครินทร, auch: Sri Nagarind Dam oder Srinagarindra Dam) ist die größte Talsperre im westlichen Thailand. Der Staudamm steht im Landkreis (Amphoe) Si Sawat in der Provinz Kanchanaburi.
Der Si-Nakharin-Stausee reguliert saisonale Abflussschwankungen, um einen konstanten Abfluss von ungefähr 140 m³/s im Mae Nam Khwae Yai (Khwae-Yai-Fluss)zu garantieren. In der trockenen Jahreszeit wird das Wasser zur Bewässerung genutzt. Außerdem werden in einem Wasserkraftwerk jährlich 1160 GWh (oder 1185 GWh) Strom für den Großraum Bangkok erzeugt. Hier befindet sich auch das erste Pumpspeicherkraftwerk Thailands. Das Wasserkraftwerk hat eine Leistungskapazität von 720 MW, davon hat das Pumpspeicherwerk einen Anteil von 360 MW.
Der nutzbare Stauraum ist 7.470 Millionen m³ groß, während der gesamte Stauraum 17.745 Mio. m³ umfasst.
Der 1534 km² große Stausee (Si Nakharin Lake) liegt im Nationalpark Chaloem Rattanakosin.
Das Absperrbauwerk der Talsperre ist ein Staudamm aus Steinschüttmaterial.
Der Bau des Staudamms zwang 960 Familien, an das Ostufer des Stausees umzusiedeln. Sie mussten ihr fruchtbares Ackerland am Fluss aufgeben und bekamen als Ersatz raue wilde Grundstücke auf den umliegenden Hügeln.
Der Si-Nakharin-Staudamm wurde in Thailand öffentlich dafür kritisiert, dass er auf der sog. „Sri Sawat Fault“ gebaut wurde, einer geologischen Verwerfung, die in der Vergangenheit bereits Erdbeben verursacht hat.